# Eucharidema joiceyi
Eucharidema joiceyi är en fjärilsart som beskrevs av Louis Beethoven Prout 1929. Eucharidema joiceyi ingår i släktet Eucharidema och familjen mätare. Inga underarter finns listade i Catalogue of Life.